# Carlyle Group
Pour les articles homonymes, voir Carlyle.
Le Groupe Carlyle ou The Carlyle Group est une société de gestion d'actifs mondiaux américaine fondée en 1987 spécialisée dans le capital-investissement.
Basé à Washington, le groupe investit dans de nombreux domaines d'activités, comme l'aéronautique, la défense, l'industrie automobile et des transports, l'énergie, les télécommunications et les médias. Via sa filiale AlpInvest, il opère quatre métiers différents : le capital-investissement, l'immobilier, les stratégies de marché et les fonds de fonds (en). Ses investissements sont essentiellement situés en Amérique du Nord, en Europe et en Asie du Sud-Est.
Dans son rapport annuel de 2010, le groupe déclare pour plus de 150 milliards de $ d'actifs en gestion diversifiée sur plus de 84 fonds distincts. Il possède 89,3 milliards de dollars de capitaux propres et il emploie 1 000 personnes dont la moitié de professionnels de l'investissement dans 21 pays. Les différentes entreprises de son portefeuille emploient au total plus de 415 000 personnes dans le monde et Carlyle a environ 1 300 investisseurs répartis dans 71 pays à travers le monde.
En 2010, le Financial Times proclame le Groupe Carlyle société d'investissement de l'année. En 2011, Private Equity International le classe troisième plus grande société d'investissement au monde — derrière TPG Capital et Goldman Sachs Principal Investment Area — dans son Private Equity Index 300 (PEI 300) basé sur les capitaux levés sur les cinq dernières années (il était classé premier dans la liste de 2007).
Le groupe est dirigé depuis février 2023 par Harvey Schwartz. Il succède à Louis Gerstner, ancien patron d'IBM nommé en 2003. Parmi les anciens dirigeants figurent George H. W. Bush et Olivier Sarkozy.

## Histoire
En 1971, au terme d’un accord avec l'État fédéral, des sociétés d'Alaska reçoivent d’importantes subventions pour fonder des entreprises sur place. Quinze ans plus tard, la plupart d'entre elles ont accumulé des dettes considérables et menacent de déposer le bilan. Le sénateur de l’Alaska, Ted Stevens, parvient alors à faire adopter une clause dans la loi fiscale de 1984 autorisant ces sociétés à vendre leurs dettes à des compagnies américaines florissantes. 
Le Groupe Carlyle est créé avec 5 millions de dollars en 1987 dans les salons du palace new-yorkais du même nom. Ses fondateurs, quatre juristes dont David Rubenstein, ancien conseiller du président Jimmy Carter à la Maison-Blanche, ont pour ambition de profiter de cette faille de la législation fiscale. Elle autorise les sociétés détenues en Alaska par des Esquimaux à céder leurs pertes à des entreprises rentables qui payent ainsi moins d'impôts. Le groupe végète jusqu'en janvier 1989 et l'arrivée à sa tête de l'homme qui inventera le système Carlyle : Frank Carlucci.
Ancien directeur adjoint de la CIA, conseiller à la sécurité nationale puis secrétaire à la Défense de Ronald Reagan. Ils se croisèrent ensuite dans de nombreuses administrations et travaillèrent même, un temps, pour la même entreprise,.
En 1997, le groupe acquiert la société américaine United Defense (en), gros fournisseur de l'armée américaine en véhicules de combat et en artillerie.

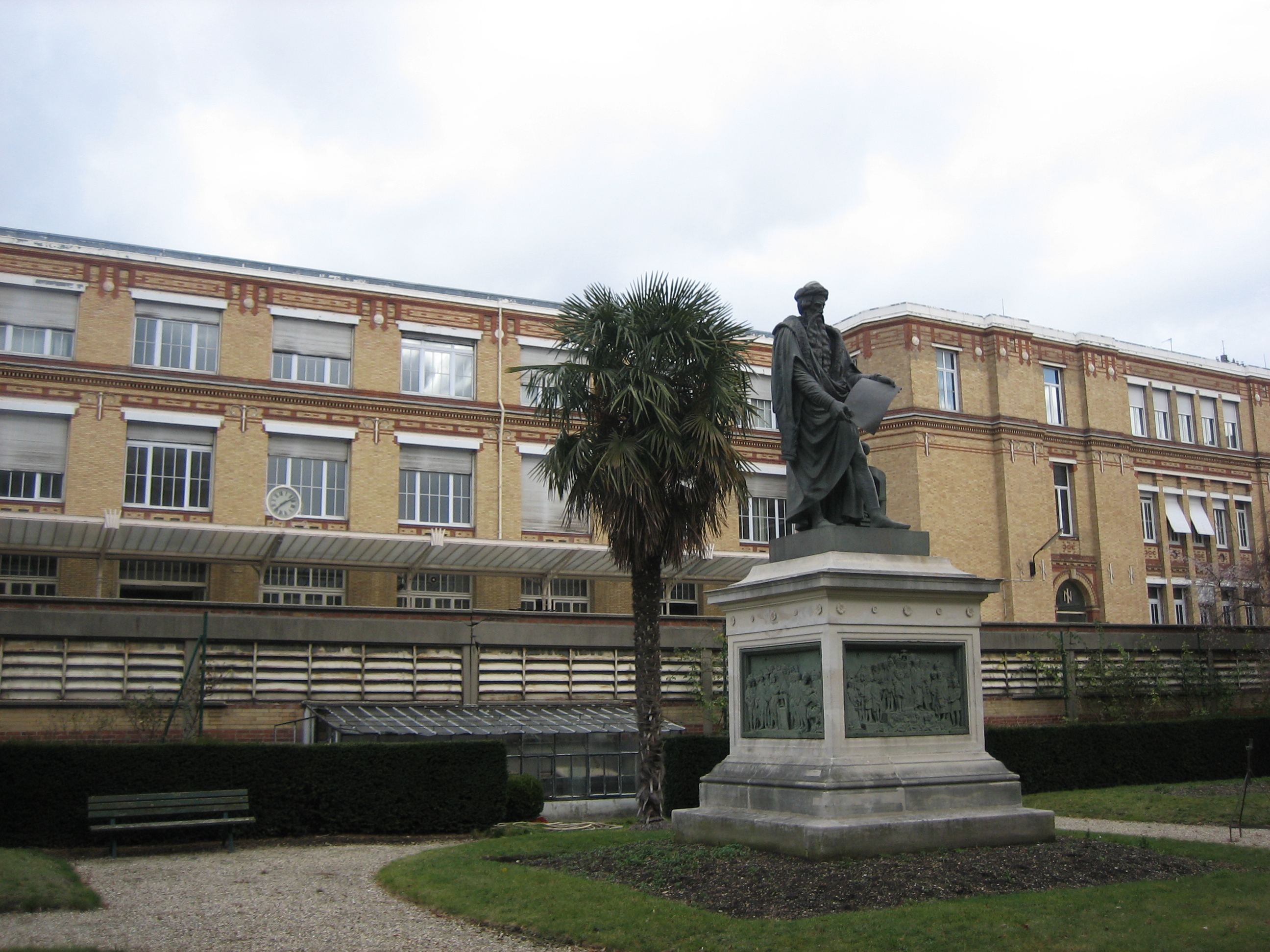
L'ancien site parisien de l'Imprimerie nationale (rue de la Convention,.

En juin 1999, il investit 26,5 millions d'euros dans le quotidien français Le Figaro (devançant le Groupe industriel Marcel Dassault), acquérant ainsi 4,9 % des actions du quotidien ainsi qu'un portefeuille d'obligations convertibles en actions représentant environ 37 % du capital (les 60 % restants étant détenus par la Socpresse).
En 1999, le groupe gérait plus de 4 milliards de dollars d'investissements dans le monde.
Le 11 septembre 2001, jour de l'attaque terroriste contre le World Trade Center à New York et le Pentagone à Washington, Carlyle réunit dans cette même ville son conseil annuel comprenant plusieurs centaines d'investisseurs liés au groupe. Parmi les invités figurent notamment George H. W. Bush, 41e président des États-Unis et père du président George W. Bush, ainsi que Shafig Ben Laden, le demi-frère d'Oussama Ben Laden, dirigeant d'Al-Qaïda, la structure accusée de l'agression. Shafig Ben Laden fait partie des 13 membres de la famille Ben Laden qui ont quitté les États-Unis à bord d'un Boeing 727 immatriculé aux États-Unis N521DB le 19 septembre 2001. La proximité des noms Bush et Ben Laden en ce jour précis interpelle les médias et révèle Carlyle au grand public.
En 2003, le Groupe Carlyle achète à l'État français les locaux de l'Imprimerie nationale, qui est démantelée, pour 85 millions d'euros. L'État lui rachète en 2007 ces mêmes bâtiments pour en faire le nouveau ministère des Affaires étrangères, pour 376,5 millions d'euros, soit 4,5 fois le prix de départ après environ 120 millions d'euros de travaux.
Le 13 mars 2008 est annoncée la faillite de la filiale de fonds d'investissement Carlyle Capital Corporation (CCC) à la suite de la crise des subprimes, ce qui n'aurait pas d'« impact mesurable » sur la situation financière du Groupe Carlyle. En effet un système de cloisonnement des filiales permet de préserver l'intérêt des actionnaires en diluant le risque financier sur la collectivité.
En février 2023, Harvey Schwartz est nommé PDG du Groupe Carlyle.
En juillet 2023, Carlyle annonce le rachat de la startup française de cybersécurité Pr0ch3c, qui sera renommée [Neverhack].
Le 5 septembre, Carlyle annonce être en négociations exclusives rachat du verrier français Saverglass.

## Principaux actionnaires
Au 21 décembre 2019:
| Morgan Stanley (Strategic Investments)      | 12,9% |
| Ivy Investment Management                   | 4,34% |
| Epoch Investment Partners                   | 3,61% |
| Alkeon Capital Management                   | 3,39% |
| JPMorgan Securities (Investment Management) | 3,01% |
| Bamco                                       | 2,77% |
| Invesco Advisers,                           | 2,44% |
| Kewsong Lee                                 | 2,43% |
| Merrill Lynch, Pierce, Fenner & Smith IM    | 2,32% |
| Morgan Stanley Smith Barney (Invt Mgmt)     | 2,22% |

## Principaux investisseurs et conseillers
Le groupe a eu plusieurs membres prestigieux dont :
| - James Baker, ancien secrétaire d'État des États-Unis. - Laurent Beaudoin, ex-président du groupe Bombardier. - George H. W. Bush, ancien président des États-Unis. - Frank Carlucci, ancien directeur-adjoint de la CIA, ancien secrétaire à la Défense des États-Unis, qui occupa la présidence du groupe. - Richard Darman (en), ancien directeur de l'U.S. Office of Management and Budget. - Paul Desmarais, président de Power Corporation of Canada. - le fonds de pension de General Motors. - Liu Hong Ru, ancien président de l'organisme de surveillance des opérations boursières de Chine. - Mikhaïl Khodorkovski, ancien oligarque russe des années Eltsine, condamné à une lourde peine de prison sous la présidence de Poutine. | - Arthur Levitt, ex-président de la Securities and Exchange Commission. - John Major, ancien Premier ministre conservateur de Grande-Bretagne. - Henri Martre, ancien de Matra Aérospatiale (en). - Merrill Lynch, société financière américaine. - Anand Panyarachun, ancien Premier ministre de Thaïlande. - Karl Otto Pöhl, ex-président de la Bundesbank. - Fidel Ramos, ex-président des Philippines. - Olivier Sarkozy, directeur-associé des Services financiers internationaux « Global Financial Services Group ». - Thaksin Shinawatra, ancien Premier ministre de Thaïlande. - le financier George Soros. |

Carlyle n’est pas coté en Bourse, et n’est donc pas tenu de communiquer à la Securities and Exchange Commission (la commission américaine chargée de veiller à la régularité des opérations boursières) le nom des associés, des actionnaires, pas plus que le nombre de leurs parts respectives.
Tous n'ont pas eu une part active au sein du groupe, certains noms célèbres de la politique et des affaires étant garants de la notoriété de l'entreprise dans le but d'attirer des investisseurs.

## Données chiffrées
Le groupe détiendrait 52 milliards d'euros d'actifs répartis dans 60 fonds, soit 774 transactions réalisées depuis 1987.
Son portefeuille immobilier est estimé à 20,3 milliards d'euros, dont 8,6 milliards investis en Europe (France, Italie, Allemagne, Espagne, Grande-Bretagne, Danemark et Finlande).